# 레제시 유디트
레제시 유디트(헝가리어: Rezes Judit, 1977년 1월 7일 ~ )는 헝가리의 배우이다.